# Lion's Cup 1978
Il Lion's Cup 1978 (conosciuto anche come Emeron Cup) è stato un torneo di tennis giocato sul cemento indoor. È stata la 1ª edizione del torneo, che fa parte dei Tornei di tennis femminili indipendenti nel 1978. Si è giocato a Tokyo in Giappone, dal 16 al 17 dicembre 1978.

## Campionesse

### Singolare
Chris Evert ha battuto in finale  Martina Navrátilová con il punteggio di 7–5, 6–2

### Doppio
- Doppio non disputato